# Tête de femme (Modigliani, Villeneuve-d'Ascq)
Pour les articles homonymes, voir Tête de femme.
Tête de femme est une sculpture réalisée par l'artiste italien Amedeo Modigliani vers 1913. Taillée dans du marbre de Carrare, elle représente de façon stylisée une tête féminine hiératique. Il s'agit sans doute d'un portrait de Beatrice Hastings, le nom de cette femme de lettres britannique servant de titre sous une photographie prise par Roger Dutilleul dans un ouvrage de Maurice Raynal paru en 1927. En peinture, Modigliani la représente à plusieurs reprises, à l'époque où il a une relation avec elle.
Passée entre les mains de Paul Guillaume puis de Jean Masurel, l'œuvre fait partie depuis 1993 des collections du musée national d'Art moderne, à Paris. Elle se trouve depuis 2010 en dépôt au Lille Métropole Musée d'Art moderne, d'Art contemporain et d'Art brut, à Villeneuve-d'Ascq, dans le Nord.

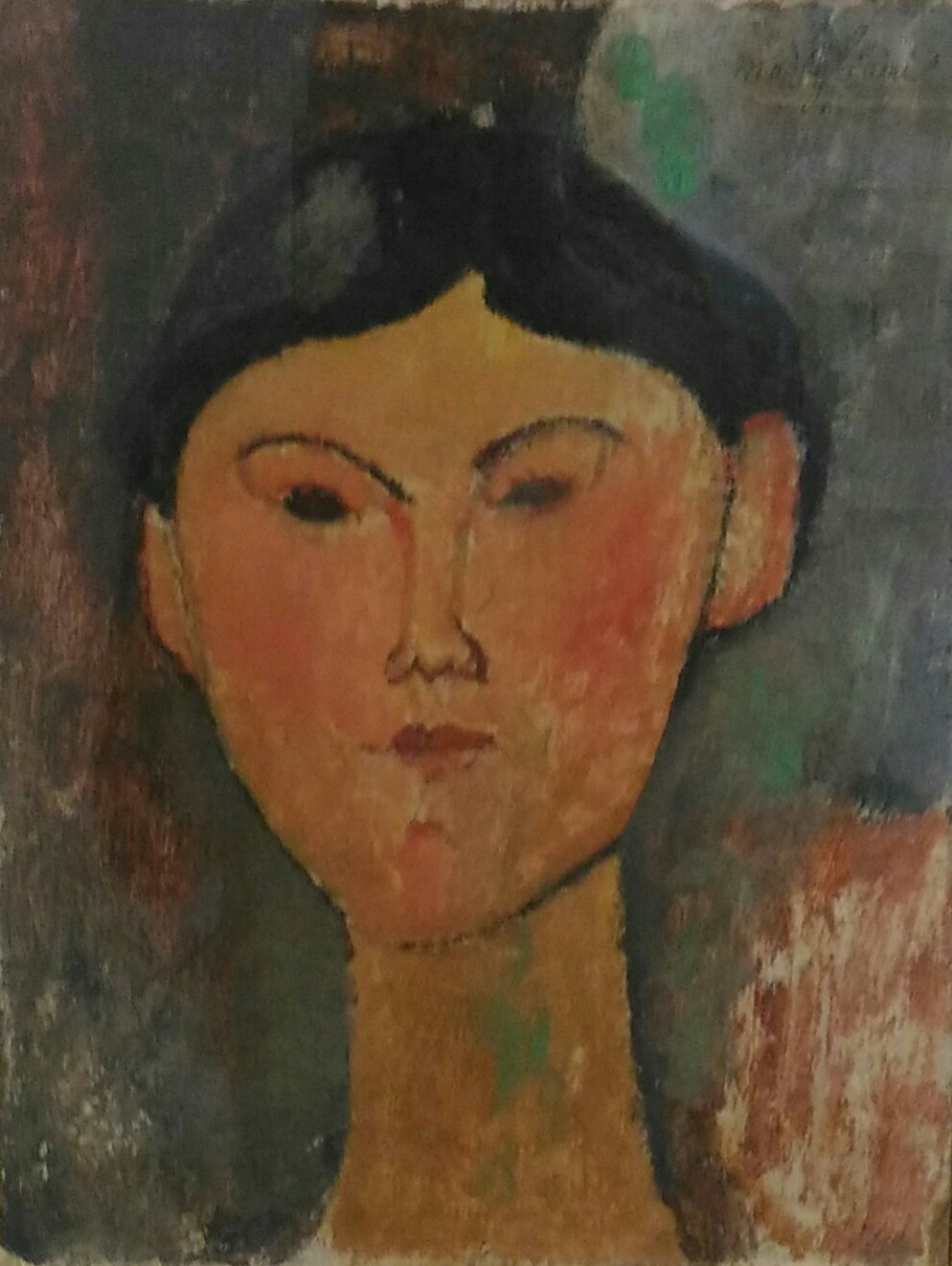
Portrait de Beatrice Hastings, 1915 – Museo del Novecento, Milan.
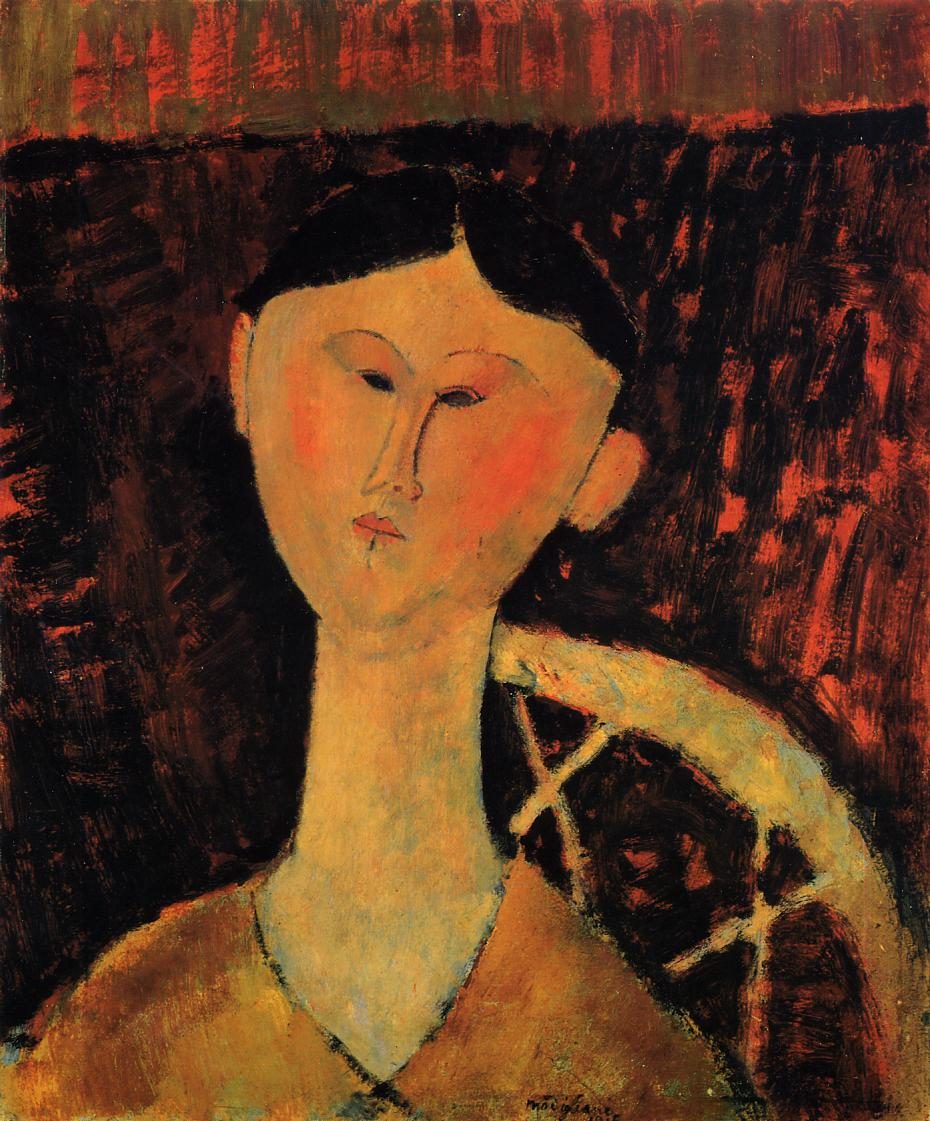
Portrait de Beatrice Hastings, 1915 – Musée des beaux-arts de l'Ontario, Toronto.
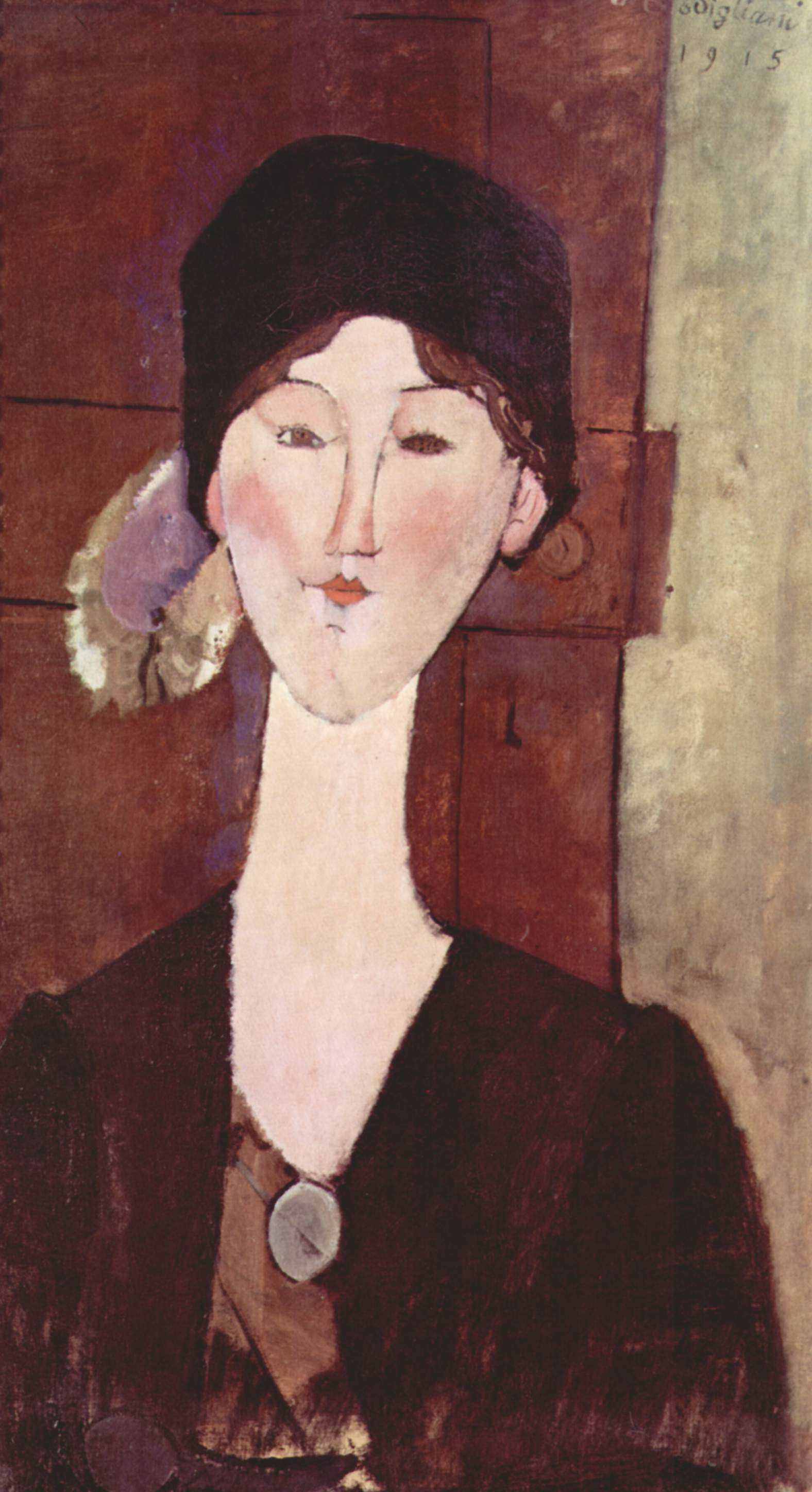
Portrait de Beatrice Hastings devant une porte, 1915 – Collection privée.